# Saint-Martial-de-Valette
Saint-Martial-de-Valette település Franciaországban, Dordogne megyében. Lakosainak száma 801 fő (2022. január 1.). Saint-Martial-de-Valette Saint-Martin-le-Pin, Saint-Front-sur-Nizonne, Nontron, Sceau-Saint-Angel, Lussas-et-Nontronneau és Mareuil en Périgord községekkel határos.

## Népesség
A település népessége az elmúlt években az alábbi módon változott:
| Lakosok száma | 806  | 747  | 855  | 841  | 821  | 802  | 789  | 796  | 800  | 801  |
|               | 1968 | 1982 | 1990 | 2006 | 2013 | 2015 | 2017 | 2019 | 2020 | 2022 |